# Chelonus punctifossa
Chelonus punctifossa är en stekelart som först beskrevs av Vladimir Ivanovich Tobias 2002.  Chelonus punctifossa ingår i släktet Chelonus och familjen bracksteklar. Inga underarter finns listade i Catalogue of Life.